# Tumaco
Tumaco of San Andres de Tumaco is een stad en gemeente in het Colombiaanse departement Nariño. De gemeente telt 161.490 inwoners (2005).
Tumaco is na Buenaventura de tweede havenstad van het land aan de Grote Oceaan en is gelegen vlak bij de grens met Ecuador. De stad is gelegen op drie verschillende eilanden, onderling verbonden door bruggen.

## Geschiedenis
Voor de komst van de Spaanse conquistadores werd de omgeving van Tumaco bevolkt door indianen van de Tumaco-La Tolitacultuur. Over de stichting van Tunaco doen verschillende verhalen de ronde. Een van de versies verhaalt van een stichting op indiaanse bodem in 1610, door de pater Onofre Estebán. Volgens de antropoloog José Maria Garrido werd San Andrés de Tumaco gesticht op 30 november 1640, wat als de officiële stichtingsdatum werd aangenomen.
Op 17 februari 2009 trad de rivier Mira buiten haar oevers wat overstromingen in de rurale delen van de stad veroorzaakte. Bij de overstromingen kwamen zes mensen om, waren er 27 vermisten en vielen bijna 24.000 gewonden.

## Geboren in Tumaco
- Domingo González (1951-1979), Colombiaans voetballer
- Willington Ortiz (1952), Colombiaans voetballer
- Carlos Estrada (1961), Colombiaans voetballer en voetbaltrainer
- Luis Quiñónez (1968), Colombiaans voetballer
- Víctor Bonilla (1971), Colombiaans voetballer
- Jairo Castillo (1977), Colombiaans voetballer
- Léider Preciado (1977), Colombiaans voetballer
- Pablo Armero (1986), Colombiaans voetballer
- Carlos Quintero (1987), Colombiaans voetballer
- Víctor Ibarbo (1990), Colombiaans voetballer
- Mauricio Cuero (1993), Colombiaans voetballer
- Harold Preciado (1994), Colombiaans voetballer

- Bibliothèque nationale de France: cb12017340d (data)
- Gemeinsame Normdatei: 4812030-3
- Système universitaire de documentation: 028311396
- Virtual International Authority File: 129019244

Albán · Aldana · Ancuyá · Arboleda · Barbacoas · Belén · Buesaco · Chachagüí · Colón · Consacá · Contadero · Córdoba · Cuaspud · Cumbal · Cumbitara · El Charco · El Peñol · El Rosario · El Tablón de Gómez · El Tambo · Francisco Pizarro · Funes · Guachucal · Guaitarilla · Gualmatán · Iles · Imués · Ipiales · La Cruz · La Florida · La Llanada · La Tola · La Unión · Leiva · Linares · Los Andes · Magüi · Mallama · Mosquera · Nariño · Olaya Herrera · Ospina · Pasto · Policarpa · Potosí · Providencia · Puerres · Pupiales · Ricaurte · Roberto Payán · Samaniego · San Bernardo · Sandoná · San Lorenzo · San Pablo · San Pedro de Cartago ·  Santa Bárbara · Santacruz · Sapuyes · Taminango · Tangua · Tumaco · Túquerres · Yacuanquer